# Acacia uniglandulosa
Acacia uniglandulosa é uma espécie de leguminosa do gênero Acacia, pertencente à família Fabaceae.